# Huma (Odisha)
Huma ist ein Dorf mit etwa 600 Einwohnern im indischen Bundesstaat Odisha. Der Tempel des Dorfes hat einen von ganz wenigen schrägen Shikhara-Türmen Indiens.

## Lage
Huma liegt am Fluss Mahanadi ca. 22 km südlich von Sambalpur in einer Höhe von ca. 145 m ü. d. M. Das Klima ist warm; Regen fällt nahezu ausschließlich in den Monsunmonaten Juni bis September.

## Bevölkerung
Die überwiegend Odiya sprechenden Einwohner des Ortes sind ganz überwiegend Hindus; andere Religionen spielen unter der Landbevölkerung Indiens kaum eine Rolle. Der männliche und der weibliche Bevölkerungsanteil sind annähernd gleich hoch.

## Wirtschaft
Die Hauptrolle in den Dörfern Indiens spielt die Feldwirtschaft; manchmal werden auch Hühner und/oder Milchkühe gehalten. Im Ort selbst gibt es Kleinhändler, Handwerker und Tagelöhner. Wegen einer Flussinsel war Huma als Furt durch den Mahanadi-River sehr geeignet.

## Geschichte
Zur Geschichte des Dorfes ist nichts bekannt. Der Tempel stammt möglicherweise noch aus dem Mittelalter; Inschriften belegen jedoch spätere Veränderungen und Erweiterungen im 17. und 18. Jahrhundert.

## Sehenswürdigkeiten

Huma – Bimaleswara-Tempel

Einzige Sehenswürdigkeit von Huma ist der unmittelbar am Fluss Mahanadi stehende und dem Hindu-Gott Shiva geweihte Bimaleswara-Tempel. Dessen schiefer Shikhara-Turm entstand wohl durch Unterspülung während der regelmäßig in der Monsunzeit auftretenden Überschwemmungen. Nahezu der gesamte Tempel ist mit weißer Farbe getüncht; figürlicher Schmuck fehlt.